# Josep Compte Viladomat
Josep Compte Viladomat (Cardona, 1883 - Barcelona, 1952) fou un empresari tèxtil i filantrop, fill predilecte i primera medalla d'or de la vila de Cardona.
Conegut per la seva gran preocupació social, va fer donatiu d'un milió de pessetes a l'Hospital Clínic de Barcelona estimulat per l'article escrit per Alfred Romea, arran de la greu crisi que patia l'hospital, (acció que el va fer mereixedor de la Creu de Beneficència per part del Govern) a part d'unes altres 50.000 pessetes per l'hospital sant Jaume de Cardona. Durant la guerra civil s'exilia fins al final del conflicte. En retornar va costejar el nou edifici de l'ajuntament de Cardona i de l'hospital sant Jaume.